# Bahnhof Buenos Aires Plaza Constitución
Koordinaten: 34° 37′ 40″ S, 58° 22′ 52,7″ W

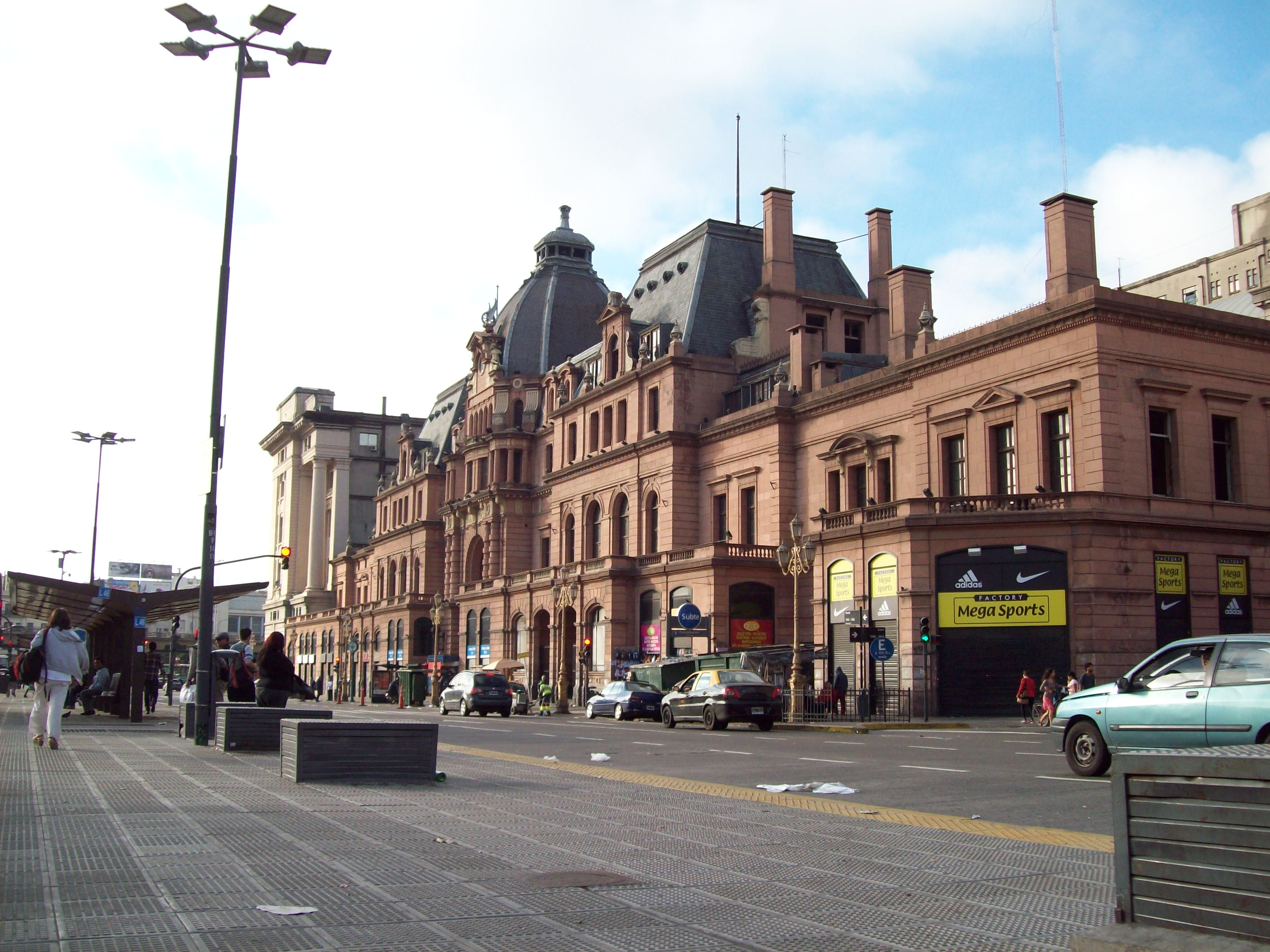
Straßenseite des Bahnhofes Plaza Constitución (2007)

Der Bahnhof Plaza Constitución, meist einfach nur Constitución genannt, ist ein Vorort- und Fernbahnhof im gleichnamigen Stadtviertel Constitución der argentinischen Hauptstadt Buenos Aires. Er liegt an der Kreuzung der Straßen Calle Lima und Avenida Brasil sowie am namensgebenden Platz Plaza Constitución. Der 1865 eröffnete Bahnhof ist einer von fünf Kopfbahnhöfen in Buenos Aires und gleichzeitig Startpunkt des umfangreichen Schienennetzes der Ferrocarril General Roca mit Strecken in die Provinzen Buenos Aires, La Pampa, Neuquén und Río Negro.
Heute betreibt die staatliche Eisenbahngesellschaft Trenes Argentinos den Großteil der Verkehrsleistungen vom Bahnhof Constitución. Einige wenige Fernverbindungen innerhalb der Provinz Buenos Aires obliegen der staatlichen Eisenbahngesellschaft Ferrobaires. Pro Tag verlassen etwa 600 Züge den Bahnhof und er wird täglich von etwa 400 000 Fahrgästen genutzt. Vor dem Kopfbau des Bahnhofes unter der Plaza de Constitución liegt der U-Bahnhof Constitución der Subte-Linie C. Es gibt eine direkte und wettergeschützte Übergangsmöglichkeit von der Querbahnsteighalle.

## Geschichte

### Die Anfänge
Bevor der Bahnhof Constitución an seinem heutigen Ort errichtet wurde, entstand nach 1821 ein großer Bauernmarkt (Mercado de frutos), der für den südlichen Teil der heutigen Hauptstadt Buenos Aires prägend und wirtschaftlich förderlich war. 1856 wurde der Markt zum Gedenken an die drei Jahre vorher verkündete argentinische Verfassung „Constitución“ benannt und die um den Markt gelegene Siedlung übernahm den Namen.
1861 beantragte der Unternehmer Eduardo Lumb den Bau einer Eisenbahnstrecke vom Bauernmarkt bis zum etwa hundert Kilometer entfernten Chascomús. Nachdem Lumb die Genehmigung dafür erhalten hatte, begannen die ersten Arbeiten für die Gran Ferrocarril al Sud de Buenos Aires am 7. März 1864. Bis 1865 wurde ein kleiner Bahnhof mit zwei Gleisen neben dem Markt errichtet; die ersten Züge, zunächst nur bis Jeppener, fuhren am 14. August 1865. Im Dezember des gleichen Jahres erhielt Chascomús Anschluss an die Hauptstadt.

### Erster Neubau

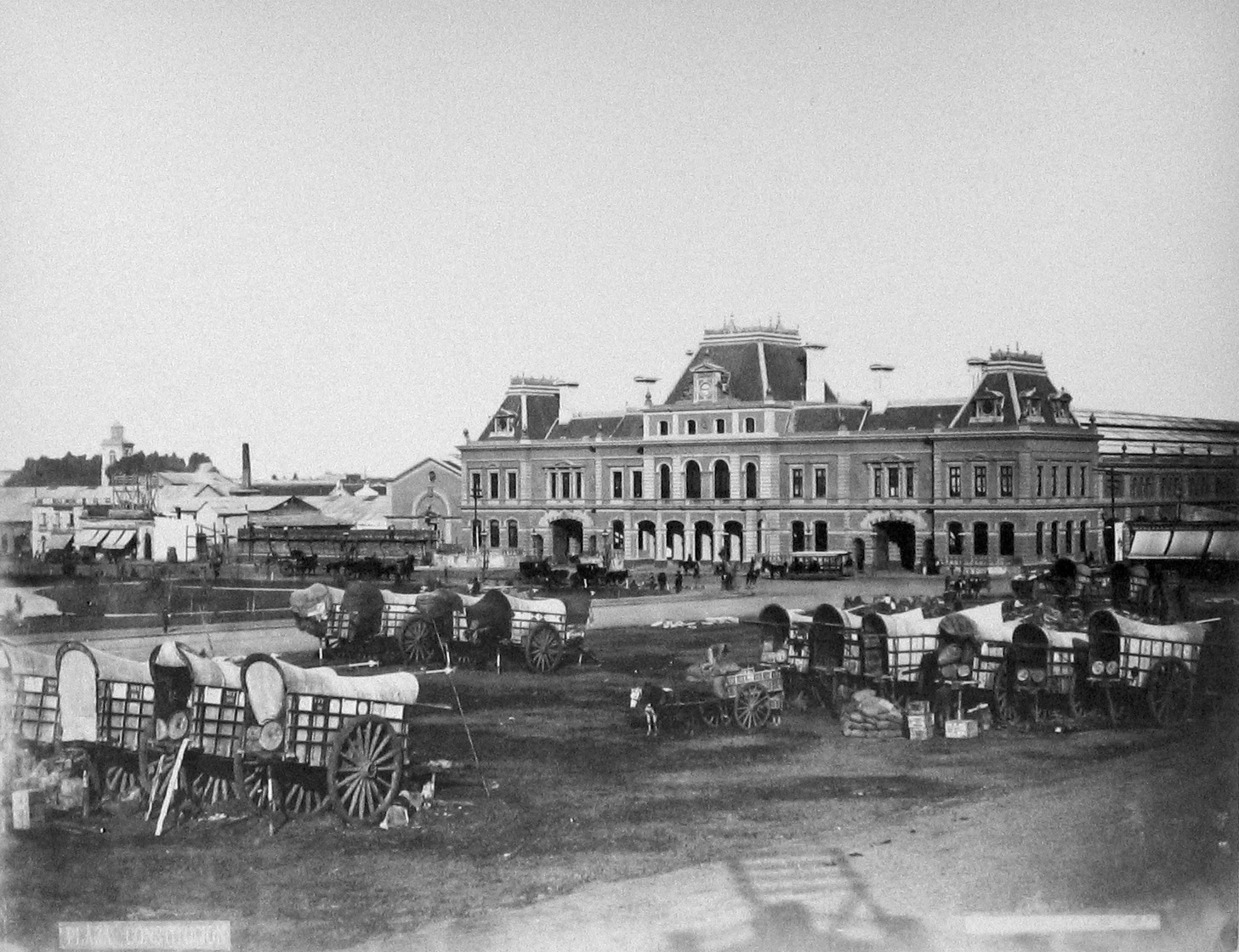
Der erste Neubau des Bahnhofes Constitución ist architektonisch an das Chàteau von Maisons-Laffitte angelehnt

Um den Bahnhof entwickelte sich im Laufe der Jahre ein immer größeres Stadtviertel, das vor allem durch den Zuzug europäischer Einwanderer wuchs. 1885 ließ der damalige Intendente Torcuato de Alvear den Markt abreißen und an seiner Stelle den heutigen Platz Plaza Constitución errichten. Gleichzeitig gingen durch den Zukauf kleinerer Eisenbahngesellschaften beziehungsweise durch den Neubau von Strecken weitere Verbindungen in den argentinischen Süden in Betrieb, unter anderem an die Atlantikküste nach Bahía Blanca (Línea Azul). Aus diesem Grunde wurde der Bahnhof abgerissen und 1898 durch einen viktorianischen Bau der Londoner Architekten Strong & Parr ersetzt, der sich architektonisch an das Chàteau von Maisons-Laffitte anlehnt. Doch auch dieser Bahnhof reichte nicht aus. Mit der Eröffnung der Verbindung zum Badeort Mar del Plata stiegen die Fahrgastzahlen weiterhin an, sodass 1906 bis 1907 sowie 1912 der Bahnhof um weitere Bahnsteige am östlichen Ende erweitert wurde.

### Zweiter Neubau
1922 entstand der Plan, den Bahnhof gänzlich abzureißen und neuzubauen. Den Grundstein für den bis heute bestehenden Neubau legte am 19. September 1925 Edward VIII., damaliger Prince of Wales, während seines Staatsbesuches in Argentinien. Es entstand ein Bahnhof mit insgesamt vierzehn Gleisen und einer großen Vorhalle ähnlich dem New Yorker Grand Central Terminal unter Leitung des englischen Architekten Paul Bell Chambers und des US-Amerikaners Louis Newberry Thomas.
Mit der Verstaatlichung aller Eisenbahnen im Jahr 1943, fortan bekannt unter Ferrocarriles Argentinos, gelangte auch das Bahnhofsgebäude an den Staat. Unter der Regierung Peróns wurden alle argentinischen (Teil-)Eisenbahnnetze zudem nach bekannten und berühmten Argentiniern benannt. Die Gran Ferrocarril al Sud de Buenos Aires, meist nur Ferrocarril del Sud erhielt den Namen des zweimaligen argentinischen Präsidenten Julio Argentino Roca und ist bis heute unter dem Namen Ferrocarril General Roca bekannt.

### Entwicklung um die Jahrtausendwende

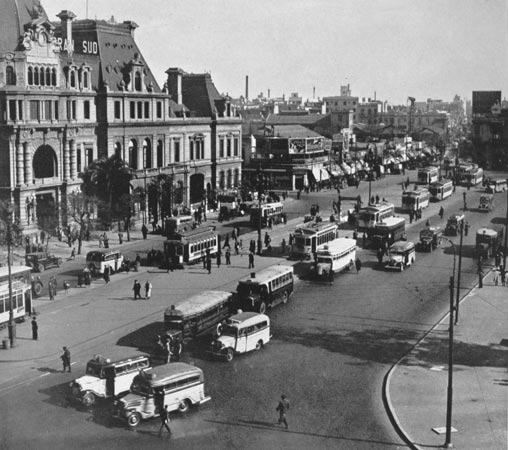
Bahnhofsvorplatz, 1936

Nachdem Anfang der 1990er Jahre schrittweise die staatlichen Ferrocarriles Argentinos zerschlagen und privatisiert wurden, übernahm zum 1. Mai 1994 die private Eisenbahngesellschaft Metropolitano den Betrieb der Vorortzüge auf der Ferrocarril General Roca. Der Großteil der Fernverbindungen der Ferrocarriles Argentinos wurde ersatzlos gestrichen, lediglich einige Verbindungen innerhalb der Provinz Buenos Aires übernahm die ebenso staatliche, jedoch unter der Führung der Provinz Buenos Aires bestehende Eisenbahngesellschaft Ferrobaires.
Über die Jahre hinweg investierte der argentinische Staat nur bedingt in das argentinische Eisenbahnnetz, sodass nach und nach immer mehr Schäden am Bahnhofsbau zu sehen waren. Mit der Privatisierung der Eisenbahn ging auch die Unterhaltung des Bahnhofes an die Metropolitano, die 1999 mit Hilfe der Stadtregierung von Buenos Aires die Sanierung plante. Diese übernahm das Tochterunternehmen der Metropolitano, Desarrollo de Comercios S.A. Obwohl die Arbeiten eigentlich im November 2000 beendet werden sollten, kamen diese nur langsam voran und wurden letztendlich nicht vollendet, da das Unternehmen in Zahlungsschwierigkeiten kam und den größten Teil der Mitarbeiter entlassen hatte. Erst nach Verhandlungen mit der Stadtregierung und mehreren Monaten Stillstand auf der Baustelle konnte die Sanierung des Bahnhofes 1. Oktober 2005 vollendet werden. Diese umfasste unter anderem eine komplette Modernisierung des Bahnhofes (Einbau von Aufzügen und Fahrtreppen), eine Erneuerung der historischen Fassade und der Bahnhofshalle sowie neue Räumlichkeiten für Läden und Gastronomie. Die Kosten beliefen sich insgesamt auf 20 Millionen argentinische Pesos (zu dem Zeitpunkt etwa 5,7 Millionen Euro).

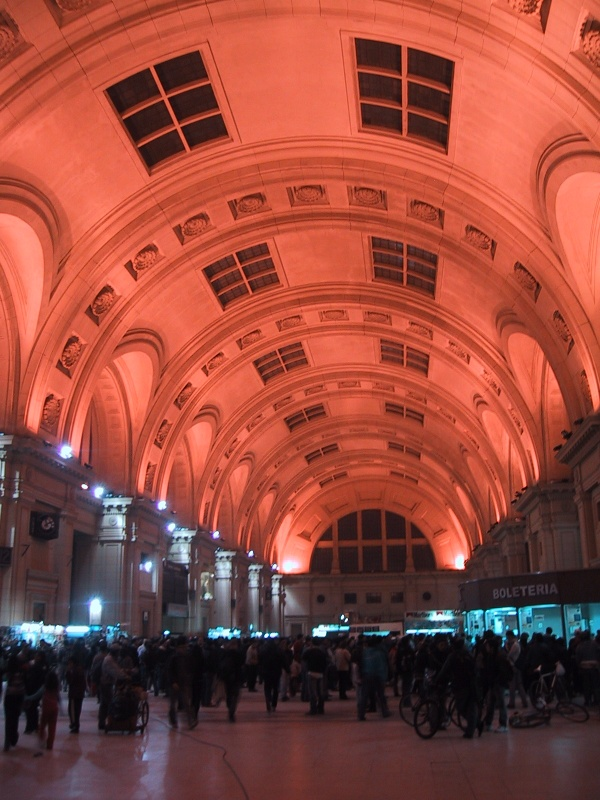
Querbahnsteighalle

Am 15. Mai 2007 kam es zu einem Aufruhr im Bahnhof, nachdem zahlreiche Fahrgäste wiederholt ihren Protest gegenüber der ihrer Meinung nach schlechten Dienstleistung der Eisenbahngesellschaft Metropolitano kundtaten. Es entstanden schwere Sachschäden am Bahnhofsgebäude selbst, mehrere Waggons der Vorortzüge wurden in Brand gesteckt. Insgesamt zählte die Polizei 21 Verletzte und nahm 16 Personen in Gewahrsam. Die argentinische Regierung nahm das Ereignis zum Anlass, aufgrund der wiederholt schlechten Dienstleistung der Eisenbahngesellschaft Metropolitano zum 22. Mai 2007 die Konzession für die Vorortbahnnetze Roca und Belgrano Sur zu entziehen. Am 7. Juli 2007 übernahm daraufhin die UGOFE, die bereits seit 2004 die Strecke zwischen dem Bahnhof Retiro und Pilar (Línea San Martín) betrieb, den Betrieb auf den beiden Teilnetzen.

### Betrieb heute
Die Vorortstrecken nach La Plata über Quilmes, Berazategui über Bosques sowie Alejandro Korn und Ezeiza sind mit Einphasenwechselspannung von 25 kV mit 50 Hz elektrifiziert. Auf diesen Strecken mit einem dichten, S-Bahn-artigen Vorortverkehr sind sämtliche Bahnsteige für einen stufenlosen Einstieg erhöht.
Die Meterspurstrecken der Línea Belgrano Sur nach Gonzáles Catán und Marinos del Crucero General Belgrano, die bis 2018 vom Bahnhof Buenos Aires ausgingen, werden zum Bahnhof Constitución verlängert. Die Inbetriebnahme ist jedoch noch nicht absehbar.

## Weblinks

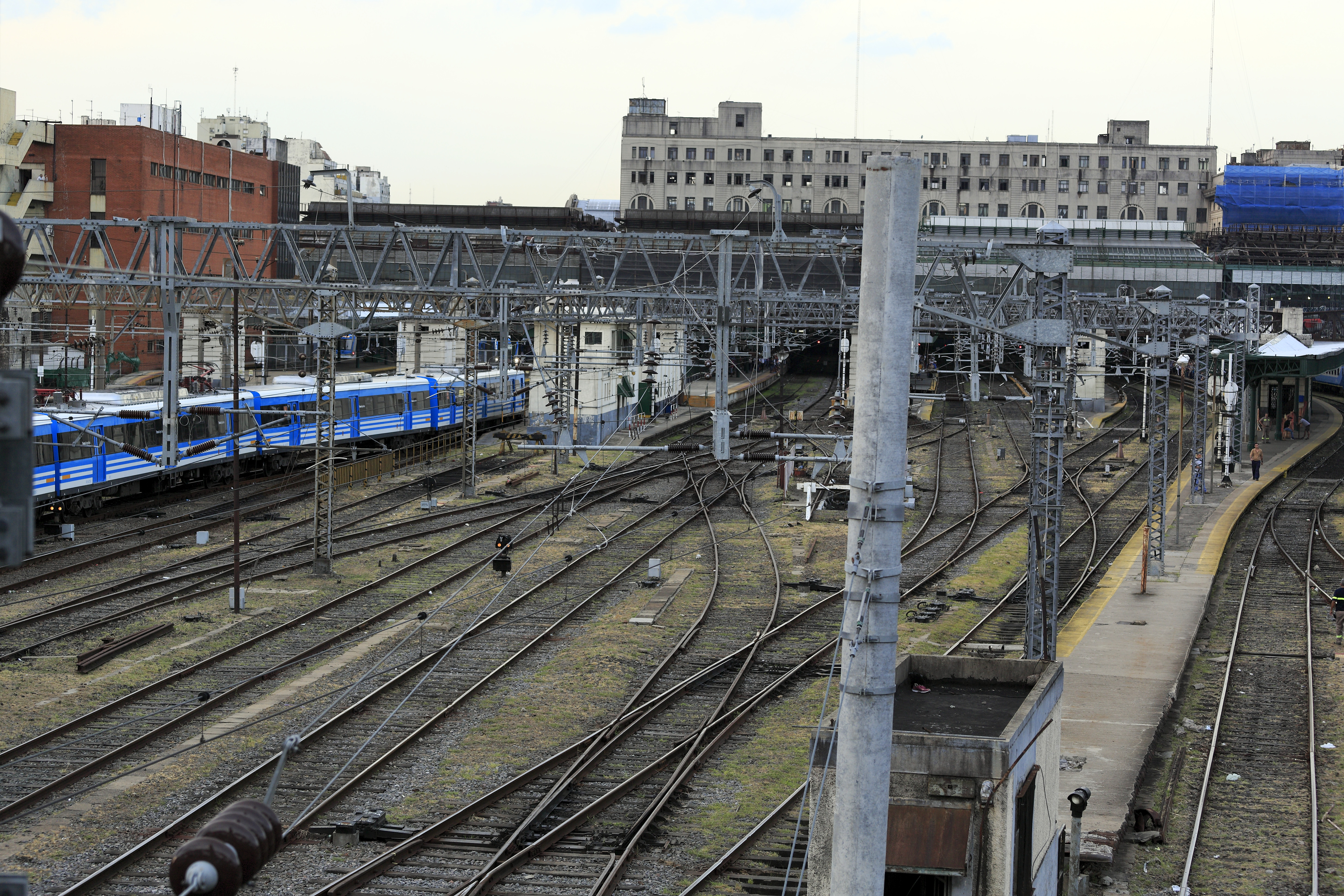
Bahnsteighalle, Gleisseite. Die Gleise 1 bis 11 dienen dem elektrifizierten Vorortverkehr, die Gleise 11 bis 14 dem nichtelektrifizierten Vorortverkehr nach La Plata sowie dem Fernverkehr